# Rio Novo (rio do Mato Grosso do Sul)
O rio Novo é um curso de água que banha o estado de Mato Grosso do Sul, Brasil.
É um afluente da margem esquerda do rio Coxim.